# 英國猶太人
英國猶太人（英語：British Jews）是指擁有英國國籍，且在種族或宗教上屬於猶太人的人群。據2011年英國人口普查，英國有263,346名猶太人。而據2010年估計，英國有29.2萬名猶太人，擁有世界第五大的猶太人社區。英國首個猶太人社區出現在1070年。據2007年曼徹斯特大學的研究顯示，四分之三的新出生英國猶太人是哈雷迪猶太人。約三分之二的英國猶太人生活在大倫敦地區及南赫特福德郡和西南埃塞克斯郡。